# New Suffolk
New Suffolk – jednostka osadnicza w Stanach Zjednoczonych, w stanie Nowy Jork, w hrabstwie Suffolk.
W miejscowości tej mieściła się pierwsza baza okrętów podwodnych amerykańskiej marynarki. Pływały stad m.in. USS „Holland” (SS-1) Johna Hollanda oraz okręty typu Plunger.